# Maciejówka (Potok Wielki)
Maciejówka – kolonia wsi Potok Wielki w Polsce położona w województwie świętokrzyskim, w powiecie jędrzejowskim, w gminie Jędrzejów.
W latach 1975–1998 kolonia należała administracyjnie do województwa kieleckiego.